# Feliks Kucharzewski

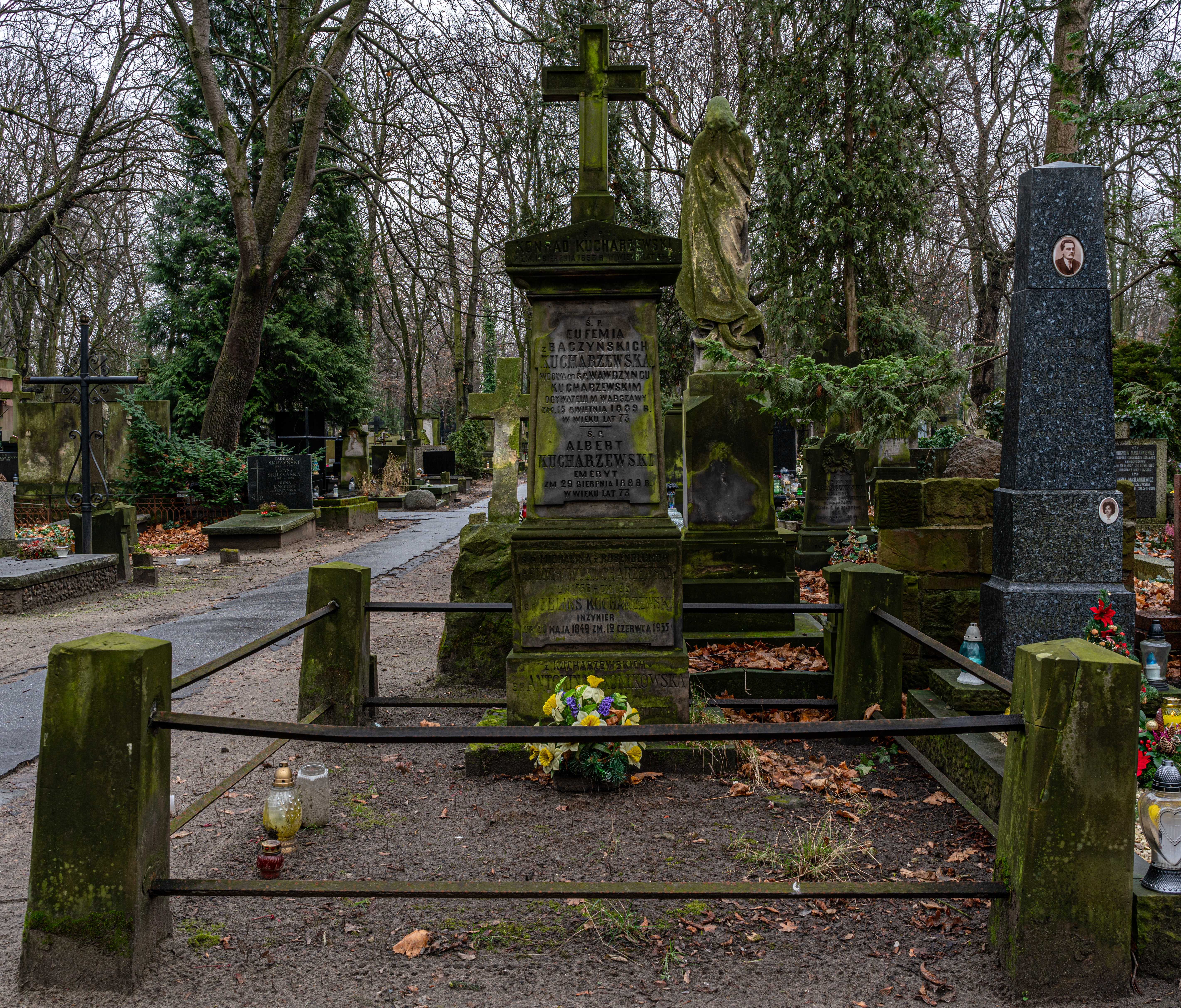
Grób Feliksa Kucharzewskiego na cmentarzu Powązkowskim

Feliks Józef Tadeusz Kucharzewski, pseud. No-sta (ur. 16 maja 1849 w Warszawie, zm. 12 czerwca 1935 w Warszawie) – polski inżynier, specjalista hydrodynamiki i mechaniki budowli, historyk nauki, profesor Politechniki Warszawskiej.

## Życiorys
Był synem Wawrzyńca i Eufemii z Baczyńskich. Uczęszczał do IV Gimnazjum w Warszawie, w latach 1865-1867 studiował matematykę i fizykę w Szkole Głównej Warszawskiej, 1868-1872 studiował mechanikę w Szkole Dróg i Mostów w Paryżu. Pracował jako inżynier w Wydziałach Technicznych Dróg Żelaznych Warszawsko-Wiedeńskiej i Warszawsko-Brzeskiej; brał udział w pracach przy budowie kolei nadwiślańskiej (1874-1877), a także m.in. budowie Szpitala Dzieciątka Jezus w Warszawie. Bez powodzenia ubiegał się o posadę wykładowcy budownictwa wodnego i drogowego w Akademii Technicznej we Lwowie (1874). Działał w warszawskich organizacjach gospodarczych, m.in. w Towarzystwie Popierania Przemysłu i Handlu, Komitecie Dyskontowym Banku Państwa, Towarzystwie Kredytowym miasta Warszawy. W 1878 założył i do 1885 redagował pismo "Przegląd Techniczny"; współpracował również z "Gazetą Warszawską" i tygodnikiem "Przyroda i Przemysł". W 1919 został mianowany profesorem honorowym Politechniki Warszawskiej i do końca życia prowadził na tej uczelni wykłady z historii mechaniki; kierował jednocześnie Katedrą Mechaniki Teoretycznej.
W 1907 był w gronie członków założycieli Towarzystwa Naukowego Warszawskiego i do 1926 zasiadał w jego zarządzie. W 1920 zakładał Akademię Nauk Technicznych. Należał również m.in. do Stowarzyszenia Techników (1908 członek założyciel) i Poznańskiego Towarzystwa Przyjaciół Nauk (1905 członek korespondent). Od 1895 działał w Kasie im. Mianowskiego, był wieloletnim sekretarzem (1896-1914), wiceprezesem (1914-1915), prezesem (1915-1920); w 1931 nadano mu członkostwo honorowe. Był pracownikiem Komisji Słownikowej Tymczasowej Rady Stanu. W 1925 odebrał doktorat honoris causa Politechniki Lwowskiej.
Jako historyk nauki badał m.in. dzieje astronomii polskiej XVIII-XIX wieku. Badał dorobek i życie m.in. Marcina z Olkusza, Jana Brożka i Jana Heweliusza. Dokonał analizy twórczości naukowej Kopernika. Podkreślał związki z Polską Witelona. Opracował polską bibliografię techniczną do 1874. Był autorem zbioru nowel Serca niewieście (1876). Pochowany na cmentarzu Powązkowskim w Warszawie (kwatera 75-6-1/2).

## Prace naukowe
- O astronomii w Polsce (1872)
- Teorya biegu prostolinijnego cieczy i jej zastosowanie do biegu wody w rurach wodociągowych (1872)
- Wykład hydrauliki wraz z teorią machin wodnych (1873, z Władysławem Klugerem)
- Wyznaczanie sił działających w krzyżulcach i ścianach pełnych pionowych belek mostów systemu amerykańskiego (1875)
- Mechanika (1876)
- Wyznaczanie grubości ścian murowanych podtrzymujących nasypy (1876)
- Leonard da Vinci jako uczony inżynier (1884)
- Filip de Girard i jego prace w Francyi i w Polsce (1889)
- O początkach piśmiennictwa technicznego w Polsce (1889)
- Bibliografia polska techniczno-przemysłowa, obejmująca prace drukowane oddzielnie, w czasopismach lub znane z rękopisu, we wszystkich działach techniki i przemysłu do końca 1874 roku (1894)
- Nasza najdawniejsza książka o miernictwie (1895)
- Pierwszy stolik mierniczy w Polsce (1896)
- O narzędziach niwelacyjnych używanych w Polsce w XVI wieku (1899)
- O początkach piśmiennictwa technicznego w Polsce (1900)
- Z dziejów techniki (1900)
- Statyka Kochańskiego (1910)
- Piśmiennictwo techniczne polskie (1911-1922, 3 tomy)
- Zegarmistrzostwo Kochańskiego (1911)